# Cephalostachyum virgatum
Cephalostachyum virgatum är en gräsart som först beskrevs av William Munro, och fick sitt nu gällande namn av Wilhelm Sulpiz Kurz. Cephalostachyum virgatum ingår i släktet Cephalostachyum och familjen gräs. Inga underarter finns listade i Catalogue of Life.